# Phyllocnistis ampelopsiella
Phyllocnistis ampelopsiella là một loài bướm đêm thuộc họ Gracillariidae, known from Québec và Hoa Kỳ (Colorado, Kentucky, Maine và New York).
Ấu trùng ăn Ampelopsis quinquefolia, Parthenocissus quinquefolia, Psedera quinquefolia, và Vitis vinifera. Chúng ăn lá nơi chúng làm tổ.